# Les Musiciens du ciel
Pour plus de détails, voir Fiche technique et Distribution.
Les Musiciens du ciel est un film français réalisé en 1939 par  Georges Lacombe, sorti en 1940.

## Synopsis
Le jeune Victor est un petit apache de la zone qui cambriole avec un camarade. Ce dernier est emprisonné pour faux monnayage. Victor refuse de le trahir, il est relâché. Sans travail, il mendie en simulant la cécité. 
Une officière de l'Armée du salut, la lieutenante Saulnier, l'emmène chez elle, le démasque, le garde à l'Armée du salut. Victor se convertit, accompagne partout la lieutenante dont l'œuvre de bienfaisance est décrite de façon adroite et attachante. Épuisée, la lieutenante meurt la nuit de Noël. Victor, qui a revêtu l'uniforme de l'Armée du salut, est désespéré de cette mort, mais il vivra pour continuer l'œuvre de celle qui l'a sauvé.

## Fiche technique
- Titre : Les Musiciens du ciel
- Réalisateur : Georges Lacombe
- Assistant-réalisateur : Jacqueline Audry
- Scénariste : Jean Ferry, d'après le roman de René Lefèvre
- Décors : Andrej Andrejew
- Photographie : Henri Alekan, Paul Portier, Eugen Schüfftan
- Musique : Arthur Hoérée, Arthur Honegger
- Montage : Marthe Poncin et Louise Mazier
- Société de production : Regina Films
- Producteur : Robert Vernay
- Pays :  France
- Format :  Noir et blanc
- Genre : Film dramatique
- Durée : 98 minutes
- Date de sortie : 
  - France - 10 avril 1940
- Affiche : Jacques Bonneaud (France)

## Distribution
- Michèle Morgan : le lieutenant Saulnier
- Michel Simon : le capitaine Simon
- René Lefèvre : Victor
- René Alexandre : Louis
- Auguste Boverio : le commissaire
- Sylvette Saugé : la Louise
- Alexandre Rignault : le grand Georges
- René Bergeron : Monsieur Moreau
- Marianne Brack : la capitaine
- Yves Brainville
- Rivers Cadet
- Lise Courbet : l'assistante sociale
- Paul Faivre : un clochard
- René Fleur
- Louis Florencie
- Gabrielle Fontan
- Madeleine Geoffroy : Madame Moreau
- Sylvain Itkine
- Gaston Jacquet
- Palmyre Levasseur
- Jackie Maud
- Missia
- Rolla Norman
- Robert Ozanne
- Jean Parédès
- Marcelle Praince : la mère Beaume
- Émile Riandreys : Petite Pogne
- Noël Roquevert : le commissaire de police
- Made Siamé : la dame charitable
- Jacques Thann : le major
- Juliette Verneuil : la garde
- Yvonne Yma